# Goldene Himbeere 1989
Die Goldene Himbeere 1989 (engl.: 9th Golden Raspberry Awards) wurde am 29. März 1989, dem Vorabend der Oscarverleihung, im Hollywood Palace in Los Angeles, Kalifornien verliehen.
Die meisten Nominierungen im Vorfeld der Verleihung erhielten Heiß auf Trab und Rambo III (jeweils fünf). Die meisten Auszeichnungen erhielten hingegen letztlich Caddyshack II, Cocktail und Mick, mein Freund vom anderen Stern (jeweils zwei Goldene Himbeeren). Cocktail wurde auch zum schlechtesten Film des Jahres gekürt.
Die Auszeichnung für die schlechteste Regie teilten sich in diesem Jahr die Regisseure Blake Edwards und Stewart Raffill für ihre Arbeit an Sunset – Dämmerung in Hollywood bzw. Mick, mein Freund vom anderen Stern.

## Preisträger und Nominierungen
Es folgt die komplette Liste der Preisträger und Nominierten.
| Kategorien                     | Nominierte                                                                                    | Nominierte |
| ------------------------------ | --------------------------------------------------------------------------------------------- | --- |
| Schlechtester Film             | Robert W. Cort                                                                                | Robert W. Cort und Ted Field – Cocktail                                                                                         |
| Schlechtester Film             | Robert W. Cort                                                                                | Neil Canton, Peter Guber und Jon Peters – Caddyshack II                                                                         |
| Schlechtester Film             | Robert W. Cort                                                                                | Buzz Feitshans – Rambo III |
| Schlechtester Film             | Robert W. Cort                                                                                | R. J. Louis – Mick, mein Freund vom anderen Stern (Mac and Me)                                                                  |
| Schlechtester Film             | Robert W. Cort                                                                                | Steve Tisch – Heiß auf Trab (Hot to Trot)                                                                                       |
| Schlechtester Schauspieler     | Sylvester Stallone                                                                            | Sylvester Stallone – Rambo III                                                                                                  |
| Schlechtester Schauspieler     | Sylvester Stallone                                                                            | Tom Cruise – Cocktail |
| Schlechtester Schauspieler     | Sylvester Stallone                                                                            | Bobcat Goldthwait – Heiß auf Trab (Hot to Trot)                                                                                 |
| Schlechtester Schauspieler     | Sylvester Stallone                                                                            | Jackie Mason – Caddyshack II |
| Schlechtester Schauspieler     | Sylvester Stallone                                                                            | Burt Reynolds – Rent-a-Cop und Eine Frau steht ihren Mann (Switching Channels)                                                  |
| Schlechteste Schauspielerin    | Liza Minnelli                                                                                 | Liza Minnelli – Arthur 2 – On the Rocks und Rent-a-Cop                                                                          |
| Schlechteste Schauspielerin    | Liza Minnelli                                                                                 | Rebecca De Mornay – Adams kesse Rippe (And God Created Woman)                                                                   |
| Schlechteste Schauspielerin    | Liza Minnelli                                                                                 | Whoopi Goldberg – Telefon Terror (The Telephone)                                                                                |
| Schlechteste Schauspielerin    | Liza Minnelli                                                                                 | Cassandra Peterson – Elvira – Herrscherin der Dunkelheit (Elvira: Mistress of the Dark)                                         |
| Schlechteste Schauspielerin    | Liza Minnelli                                                                                 | Vanity – Action Jackson |
| Schlechtester Nebendarsteller  | Dan Aykroyd                                                                                   | Dan Aykroyd – Caddyshack II |
| Schlechtester Nebendarsteller  | Dan Aykroyd                                                                                   | Billy Barty – Willow |
| Schlechtester Nebendarsteller  | Dan Aykroyd                                                                                   | Richard Crenna – Rambo III |
| Schlechtester Nebendarsteller  | Dan Aykroyd                                                                                   | Harvey Keitel – Die letzte Versuchung Christi (The Last Temptation of Christ)                                                   |
| Schlechtester Nebendarsteller  | Dan Aykroyd                                                                                   | Christopher Reeve – Eine Frau steht ihren Mann (Switching Channels)                                                             |
| Schlechteste Nebendarstellerin | Kristy McNichol                                                                               | Kristy McNichol – Two Moon Junction                                                                                             |
| Schlechteste Nebendarstellerin | Kristy McNichol                                                                               | Eileen Brennan – Pippi Langstrumpfs neueste Streiche (The New Adventures of Pippi Longstocking)                                 |
| Schlechteste Nebendarstellerin | Kristy McNichol                                                                               | Daryl Hannah – High Spirits |
| Schlechteste Nebendarstellerin | Kristy McNichol                                                                               | Mariel Hemingway – Sunset – Dämmerung in Hollywood (Sunset)                                                                     |
| Schlechteste Nebendarstellerin | Kristy McNichol                                                                               | Zelda Rubinstein – Poltergeist III – Die dunkle Seite des Bösen (Poltergeist III)                                               |
| Schlechteste Regie             |                                                                                               | Blake Edwards – Sunset – Dämmerung in Hollywood (Sunset) und Stewart Raffill – Mick, mein Freund vom anderen Stern (Mac and Me) |
| Schlechteste Regie             | Michael Dinner – Heiß auf Trab (Hot to Trot)                                                  | |
| Schlechteste Regie             | Roger Donaldson – Cocktail                                                                    | |
| Schlechteste Regie             | Peter MacDonald – Rambo III                                                                   | |
| Schlechtestes Drehbuch         |                                                                                               | Heywood Gould – Cocktail |
| Schlechtestes Drehbuch         | Bob Dolman und George Lucas – Willow                                                          | |
| Schlechtestes Drehbuch         | Steve Feke und Stewart Raffill – Mick, mein Freund vom anderen Stern (Mac and Me)             | |
| Schlechtestes Drehbuch         | Hugo Gilbert, Steven Neigher und Charlie Peters – Heiß auf Trab (Hot to Trot)                 | |
| Schlechtestes Drehbuch         | Sheldon Lettich und Sylvester Stallone – Rambo III                                            | |
| Schlechtester Newcomer         | Ronald McDonald                                                                               | Ronald McDonald (als er selbst) – Mick, mein Freund vom anderen Stern (Mac and Me)                                              |
| Schlechtester Newcomer         | Ronald McDonald                                                                               | Don (das sprechende Pferd) – Heiß auf Trab (Hot to Trot)                                                                        |
| Schlechtester Newcomer         | Ronald McDonald                                                                               | Tami Erin – Pippi Langstrumpfs neueste Streiche (The New Adventures of Pippi Longstocking)                                      |
| Schlechtester Newcomer         | Ronald McDonald                                                                               | Robi Rosa – Salsa |
| Schlechtester Newcomer         | Ronald McDonald                                                                               | Jean-Claude Van Damme – Bloodsport                                                                                              |
| Schlechtester Song             |                                                                                               | Jack Fresh aus Caddyshack II – Full Force                                                                                       |
| Schlechtester Song             | Skintight aus Johnny be Good – Ted Nugent                                                     | |
| Schlechtester Song             | Therapist aus Nightmare on Elm Street 4 (Nightmare on Elm Street 4: The Dream Master) – Vigil | |